# Give Me Love (песня Эда Ширана)
«Give Me Love» (с англ. — «Подари мне любовь») ― песня британского певца и автора песен Эда Ширана. Она была выпущена как шестой и последний сингл с его дебютного студийного альбома + 21 ноября 2012 года. Песня была написана Шираном, Джейком Гослингом и Крисом Леонардом. Сингл достиг 18-го места в UK Singles Chart. На альбоме кавер-версия Ширана на традиционную шотландскую народную песню «The Parting Glass» включена в конце в качестве бонус-трека. В музыкальном клипе, снятом режиссёром Эмилем Навой, снялась австралийская актриса Изабель Лукас. Песня использовалась в эпизодах сериалов «Город хищниц» и «Дневники вампира».

## Живые выступления
11 ноября 2012 года Ширан исполнил песню на шоу талантов X Factor. 16 июня 2014 года он исполнил песню дуэтом с Деми Ловато на мероприятии 104.3 MY FM My Big Night Out в Голливуд Боул в Лос-Анджелесе.

## Трек-лист
| №  | Название                                                     | Длительность |
| -- | ------------------------------------------------------------ | ------------ |
| 1. | «Give Me Love» (New Machine Remix) (featuring Mic Righteous) | 3:45         |
| 2. | «Give Me Love» (True Tiger Remix)                            | 3:34         |
| 3. | «Give Me Love» (Xilent Remix)                                | 3:41         |

| №  | Название                    | Длительность |
| -- | --------------------------- | ------------ |
| 1. | «Give Me Love» (radio edit) | 3:39         |

## Чарты
| Чарт(2012-14)                                | Высшая позиция |
| -------------------------------------------- | -------------- |
| Австралия (ARIA)                             | 9              |
| Австрия (Ö3 Austria Top 40)                  | 68             |
| Бельгия/Фландрия (Ultratop 50)               | 38             |
| Бельгия/Валлония (Ultratip Bubbling Under)   | 3              |
| Канада (Billboard Canadian Hot 100)          | 94             |
| Чехия (Rádio — Top 100)                      | 89             |
| Германия (GfK)                               | 71             |
| Венгрия (Rádiós Top 40)                      | 36             |
| Ирландия (IRMA)                              | 10             |
| Израиль (Media Forest)                       | 10             |
| Нидерланды (Single Top 100)                  | 41             |
| Новая Зеландия (Recorded Music NZ)           | 12             |
| Шотландия (OCC Scotland)                     | 15             |
| Великобритания (OCC UK Singles)              | 18             |
| США (Billboard Bubbling Under Hot 100)       | 17             |
| США (Billboard Hot Rock & Alternative Songs) | 20             |

| Чарт(2012)                           | Позиция |
| ------------------------------------ | ------- |
| UK Singles (Official Charts Company) | 181     |
| Чарт(2013)                           | Позиция |
| US Hot Rock Songs (Billboard)        | 39      |

## Сертификации
| Регион | Сертификация  | Продажи   |
| --- | ------------- | --------- |
| Австралия (ARIA) | 4× Платиновый | 280 000   |
| Канада (Music Canada) | 2× Платиновый | 160 000   |
| Италия (FIMI) | Платиновый    | 50 000    |
| Новая Зеландия (RMNZ) | Платиновый    | 15 000*   |
| Великобритания (BPI) | Платиновый    | 600 000   |
| США (RIAA) | 2× Платиновый | 2 000 000 |
| Стриминг |               |           |
| Дания (IFPI Danmark) | Золотой       | 900 000   |
| * Данные о продажах приведены только на основе сертификации. · Данные о продажах + прослушиваниях приведены только на основе сертификации. · Данные только о прослушиваниях приведены на основе сертификации. |               |           |